# Tetramesa elongata
Tetramesa elongata är en stekelart som beskrevs av Zerova 1965. Tetramesa elongata ingår i släktet Tetramesa och familjen kragglanssteklar.
Artens utbredningsområde är:
- Bulgarien.
- Kazakstan.
- Mongoliet.
- Ukraina.

Inga underarter finns listade i Catalogue of Life.